# Великолюбінська селищна рада
Великолю́бінська сéлищна рáда — орган місцевого самоврядування у Львівському районі, Львівської області з центром у селищі міського типу Великий Любінь..

## Загальні відомості
Селищна рада утворена в 1964 році. Території ради протікає річка Верещиця.

## Населені пункти
Селищній раді підпорядковані населені пункти:
- 1 смт (Великий Любінь) і 15 сіл:
- Бірче
- Завидовичі
- Залужани
- Зашковичі
- Коропуж
- Косівець
- Малий Любінь
- Мальованка
- Піски
- Поріччя
- Поріччя-Грунтове
- Поріччя Задвірне
- Романівка
- Хишевичі
- Чуловичі

## Склад ради
Рада складається з 22 депутатів та голови.
- Голова селищної ради —  Фабрига Йосиф Ярославович

### Селищні голови попередніх скликань
| ПІБ                       | Основні відомості                                                                                  | Дата обрання | Дата звільнення |
| ------------------------- | -------------------------------------------------------------------------------------------------- | ------------ | --------------- |
| Буняк Степан Остапович    | Селищний голова, 1967 року народження, освіта вища, член Народного Руху України                    | 26.03.2006   | 31.10.2010      |
| Буняк Степан Остапович    | Селищний голова, 1967 року народження, освіта вища, безпартійний                                   | 31.10.2010   | 25.10.2015      |
| Фабрига Йосиф Ярославович | Селищний голова, 1983 року народження, освіта вища, член Політичної партії "Громадянська позиція", | 25.10.2015   |                 |

Примітка: таблиця складена за даними джерела

### Депутати
Результати місцевих виборів 2010 року за даними ЦВК
| № зп                                                | № округу        | Прізвище, ім'я, по батькові     | Дата визнання обраним | Відомості про обраного депутата                                                                                              |
| Партія регіонів                                     | Партія регіонів | Партія регіонів                 | Партія регіонів       | Партія регіонів |
| --------------------------------------------------- | --------------- | ------------------------------- | --------------------- | --- |
| 1                                                   | 12              | Соловій Ірина Романівна         | 03.11.2010            | Освіта вища, позапартійна, ТзОВ «Хліб -Трейд», менеджер                                                                      |
| Політична партія Всеукраїнське об'єднання «Свобода» |                 |                                 |                       | |
| 1                                                   | 6               | Штельма Володимир Ігорович      | 03.11.2010            | Освіта вища, позапартійний, приватний підприємець                                                                            |
| 2                                                   | 23              | Галківська Галина Володимирівна | 03.11.2010            | Освіта середня, позапартійна, Львівський Державний Авіаційний завод, вулканізаторник                                         |
| 3                                                   | 24              | Файда Василь Мар'янович         | 03.11.2010            | Освіта середня, позапартійний, ТзОВ «Ремспецбуд», ексковаторщик                                                              |
| 4                                                   | 25              | Бешлей Андрій Іванович          | 03.11.2010            | Освіта вища, позапартійний, Львівський автомобільно-дорожній коледж, викладач                                                |
| 5                                                   | 27              | Вовк Сергій Володимирович       | 03.11.2010            | Освіта вища, позапартійний, ПП «Стар-Трейд 1», менеджер                                                                      |
| 6                                                   | 28              | Боднар Нестор Михайлович        | 03.11.2010            | Освіта вища, позапартійний, Бірчеська загальноосвітня школа І-ІІ ст., вчитель                                                |
| 7                                                   | 29              | Самотіс Степан Іванович         | 03.11.2010            | Освіта середня, позапартійний, приватний підприємець                                                                         |
| Самовисування                                       |                 |                                 |                       | |
| 1                                                   | 1               | Бешлей Степан Іванович          | 03.11.2010            | Освіта середня, позапартійний, тимчасово не працює                                                                           |
| 2                                                   | 2               | Ільчишин Ігор Богданович        | 03.11.2010            | Освіта середня, позапартійний, Городоцька районна стоматологічна лікарня філія Великолюбінська міська лікарня, зубний технік |
| 3                                                   | 3               | Кориляк Ігор Богданович         | 03.11.2010            | Освіта вища, позапартійний, КВТП Хлібодар, директор                                                                          |
| 4                                                   | 4               | Михаленич Андрій Григорович     | 03.11.2010            | Освіта вища, позапартійний, Великолюбінський державний спиртзавод, завідувач складів                                         |
| 5                                                   | 5               | Мартиняк Любомир Миколайович    | 03.11.2010            | Освіта вища, позапартійний, ОКП ЛОР «БТІ та ЕО», помічник головного інженера                                                 |
| 6                                                   | 7               | Дишник Йосип Леонідович         | 03.11.2010            | Освіта середня, позапартійний, пенсіонер                                                                                     |
| 7                                                   | 8               | Юрчак Володимир Євгенович       | 03.11.2010            | Освіта вища, позапартійний, Великолюбінський державний спиртзавод, інженер постачання та збуту                               |
| 8                                                   | 9               | Мітренга Олег Михайлович        | 03.11.2010            | Освіта вища, позапартійний, ТзОВ «Великолюбінське», заступник директора по будівництву                                       |
| 9                                                   | 10              | Миськів Богдан Григорович       | 03.11.2010            | Освіта середня, позапартійний, ЛДАРЗ «ДП МО України», гальванік                                                              |
| 10                                                  | 11              | Протас Василь Ярославович       | 03.11.2010            | Освіта вища, позапартійний, приватний підприємець                                                                            |
| 11                                                  | 13              | Стахів Павло Степанович         | 03.11.2010            | Освіта вища, позапартійний, Відділ освіти Городоцької РДА, юрист                                                             |
| 12                                                  | 14              | Кулеба Михайло Ілярович         | 03.11.2010            | Освіта середня, позапартійний, тимчасово не працює                                                                           |
| 13                                                  | 15              | Бобеляк Ярослав Степанович      | 03.11.2010            | Освіта середня, позапартійний, Великолюбінська загальноосвітня школа І-ІІІ ст., сторож                                       |
| 14                                                  | 16              | Дмитрасевич Зіновій Михайлович  | 03.11.2010            | Освіта середня, позапартійний, ТзОВ «Гланс», різальник на пилах та верстатах                                                 |
| 15                                                  | 17              | Баб'як Йосип Петрович           | 03.11.2010            | Освіта середня, позапартійний, Великолюбінський державний спиртзавод, начальник охорони                                      |
| 16                                                  | 18              | Голубець Роман Володимирович    | 03.11.2010            | Освіта середня, позапартійний, депо Львів-Захід, оператор котельні                                                           |
| 17                                                  | 19              | Солтис Ірина Миколаївна         | 03.11.2010            | Освіта вища, позапартійна, Великолюбінська міська лікарня, лікар терапевт                                                    |
| 18                                                  | 20              | Лисейко Володимир Ігорович      | 03.11.2010            | Освіта вища, позапартійний, Фонд Державного майна України по Львівській області, провідний спеціаліст                        |
| 19                                                  | 21              | Гриценко Володимир Іванович     | 03.11.2010            | Освіта середня, позапартійний, Інститут рибного господарства Української Академії аграрних наук, водій                       |
| 20                                                  | 22              | Паньків Володимир Дмитрович     | 03.11.2010            | Освіта вища, позапартійний, ЛМКП «Львівводоканал», начальник служби водопровідного господарства                              |
| 21                                                  | 26              | Штурин Григорій Васильович      | 03.11.2010            | Освіта середня, позапартійний, приватний підприємець                                                                         |
| 22                                                  | 30              | Самотіс Зеновій Іванович        | 03.11.2010            | Освіта середня, позапартійний, Львівський локомотивний завод, просочувальник                                                 |

### За суб'єктами висування
| Суб'єкт висування (назва політичної партії, місцева організація якої висунула кандидата, або самовисування) | Кількість депутатів | %    |
| --- | ------------------- | ---- |
| Самовисування                                                                                               | 22                  | 73,3 |
| Політична партія Всеукраїнське об'єднання «Свобода»                                                         | 5                   | 23,3 |
| Партія регіонів                                                                                             | 1                   | 3,3  |